# 蠢蛋搞怪秀4：坏祖父
《蠢蛋搞怪秀4：坏祖父》（英語：Jackass Presents: Bad Grandpa）是一部2013年杰夫·特雷梅恩执导的美国恶搞喜剧片。Tremaine、Johnny Knoxville和Spike Jonze编剧，Johnny Knoxville 与 Jackson Nicoll主演。MTV Films制作，美国由派拉蒙影业公司发行于2013年10月25日上映。

## 剧情
劇情描述86歲的艾文季斯曼（強尼諾克斯威爾 飾演）計劃來一趟穿越美洲大陸的旅行，而與他相伴同行的，則是他的8歲外孙比利（傑克森尼柯爾 飾演），原來艾文的最終目的是想要把比利這個包袱丟回他親生父親身邊。這一回，這對走到哪鬧翻哪的祖孫檔，將會帶領觀眾一起進行一場由隱藏攝影機所捕捉到的瘋狂搞笑冒險鏡頭。
在整趟旅程中，爺孫倆將一同示範何謂“培育小孩”的最新意義：他們逼瘋脫衣舞男，大鬧小女孩選美會把參賽者與家屬驚嚇到猛搖頭兼掉下巴，闖進正在舉行喪禮的教堂，惹毛重機酒吧老闆，更別提還有一大群被他們倆的搞怪行為嚇到恐怕得去收驚的善良美國老百姓！

## 角色
- Johnny Knoxville - Irving Zisman
- Jackson Nicoll - Billy

## 评价
影片收获了多為好评的評價，烂番茄新鲜度为63%，Metacritic上媒体综评54分。
《今日美国》：“《蠢蛋搞怪秀4》粗俗至极却又能让你笑得喘不过气来，它不仅是系列最佳，也是本年度最为尖酸的喜剧片之一。”《帝国杂志》：“地道的《蠢蛋搞怪秀》风格，片中的插科打诨虽良莠不齐，但其中确有一些亮点。”《Movie Nation》：“《蠢蛋搞怪秀4：坏祖父》乃至整个“蠢蛋”系列，其概念和笑料以短片形式在电视上播出尚可，但作为电影长片大可不必。”。

## 票房
美国首周末收获3200万美圆列第一位，在“蠢蛋”系列中排名第二，仅次于2010年的系列第三部《蠢蛋搞怪秀3D》。次周末收获2050万名列第二。第三周末收1130万蝉联第二位，累计7874万。
| 上一届： 《地心引力》 | 2013年美國週末票房冠軍 第43周 | 下一届： 《安德的游戏》 |